# ماريو موريلو
ماريو موريلو (بالإسبانية: Mario Murillo)‏ (24 يناير 1927 في كوستاريكا - 12 نوفمبر 2012 في كوستاريكا) هو مدرب كرة قدم ولاعب كرة قدم كوستاريكي في مركز الهجوم. شارك مع منتخب كوستاريكا لكرة القدم. أما مع النوادي، فقد لعب مع تيبورونيس روخوس دي فيراكروز وLitoral S.C. ‏ وU.D. Moctezuma de Orizaba ‏ ونادي هيريديانو.

## وصلات خارجية
- ماريو موريلو على موقع الاتحاد الدولي (مؤرشف)  (الإنجليزية)